# 다얀 비시에도
다얀 비시에도 페레스(스페인어: Dayán Viciedo Pérez, 1989년 3월 10일 ~ )는 쿠바의 야구 선수이자, 현 일본 프로 야구 센트럴 리그 주니치 드래건스의 소속 선수(외야수, 내야수)이다.